# Salix nana
Salix nana är en videväxtart som beskrevs av Johann Christoph Schleicher. Salix nana ingår i släktet viden, och familjen videväxter. Inga underarter finns listade i Catalogue of Life.